# Melanie Scrofano
Melanie Neige Scrofano (Ottawa, 20 dicembre 1982) è un'attrice canadese.

## Biografia
Nel 2009 interpreta Leslie Van Houten nel film documentaristico per la televisione sulla Family di Charles Manson, diretto da Neil Rawles, Manson. L'anno successivo interpreta il personaggio October in otto episodi della serie mockumentary Pure Pwnage e Rebecca in dieci episodi della serie televisiva Being Erica.
Tra il 2012 e il 2014 interpreta Tia Tremblay in 24 episodi della serie televisiva The Listener.
Nel 2016 Melanie Scrofano entra a far parte del cast della serie drammatica modern western di Syfy, Wynonna Earp, in cui impersona il ruolo della protagonista Wynonna Earp.
Nel 2022 entra a far parte del cast di Star Trek: Strange New Worlds, ottava serie live-action del franchise di Star Trek, in cui interpreta il Capitano Batel, un ufficiale della Flotta Stellare umana che ha una relazione con il capitano Christopher Pike. Nell'agosto del 2025 posta sui suoi canali social una foto dal set di Glasgow di Spider-Man: Brand New Day, lasciando intendere che sarebbe stata nel film.

## Filmografia

### Attrice

#### Cinema
- Baby Blues, regia di Dylan Pearce (2008)
- Saw VI, regia di Kevin Greutert (2009)
- Edwin Boyd, regia di Nathan Morlando (2011)
- The Conspiracy, regia di Christopher MacBride (2012)
- Yeah Rite, regia di Michael Penney - cortometraggio (2012)
- Nurse - L'infermiera (Nurse 3-D), regia di Douglas Aarniokoski (2013)
- The Golden Ticket, regia di Patrick Hagarty - cortometraggio (2013)
- Secret Blackheart, regia di Chris Ross - cortometraggio (2013)
- RoboCop, regia di José Padilha (2014)
- Uncommon Enemies, regia di Alex Hatz - cortometraggio (2014)
- Wolves, regia di David Hayter (2014)
- We Were Wolves, regia di Jordan Canning (2014)
- Mangiacake, regia di Nathan Estabrooks (2015)
- Ruthless, regia di Liam Card - cortometraggio (2015)
- Happily Ever After, regia di Joan Carr-Wiggin (2016)
- A Sunday Kind of Love, regia di Geordie Sabbagh (2016)
- A Good Meal, regia di Jessie Wallace (2016)
- Birdland, regia di Peter Lynch (2018)
- The Endings, regia di Caitlin Cronenberg e Jessica Ennis - cortometraggio (2018)
- Finché morte non ci separi (Ready or Not), regia di Matt Bettinelli-Olpin e Tyler Gillett (2019)
- Unidentified Woman, regia di Katrina Saville - cortometraggio (2019)
- The Silencing - Senza voce (The Silencing), regia di Robin Pront (2020)
- Break In, regia di Anthony Nardolillo - cortometraggio (2020)
- The End of Sex, regia di Sean Garrity (2022)

#### Televisione
- Undressed - serie TV (1999)
- Mob Stories - miniserie TV, episodio 1x03 (1999)
- Il sesso secondo Josh (Naked Josh) – serie TV, episodio 1x08 (2004)
- Beautiful People – serie TV, episodi 1x15-1x16 (2006)
- Jeff Ltd. - serie TV, 4 episodi (2006-2007)
- Supernatural – serie TV, episodio 2x20 (2007)
- Anne of Green Gables: A New Beginning, regia di Kevin Sullivan - film TV (2008)
- Manson, regia di Neil Rawles - film TV (2009) - Leslie Van Houten
- Kids in the Hall: Death Comes to Town, regia di Kelly Makin - miniserie TV, episodio 1x02 (2010)
- Pure Pwnage - serie TV, 8 episodi (2010)
- Covert Affairs – serie TV, episodio 1x01 (2010)
- Baxter – serie TV, episodi 1x04-1x05-1x07 (2010)
- Being Erica – serie TV, 10 episodi (2010)
- Rookie Blue - serie TV, episodio 2x07 (2011)
- Dave vs Death, regia di Patrick Hagarty - cortometraggio TV (2011)
- Flashpoint - serie TV, episodio 4x08 (2011)
- Stay with Me, regia di Tim Southam - film TV (2011)
- Mudpit - serie TV, episodio 1x03 (2011)
- Saving Hope - serie TV, episodio 1x02 (2012)
- Warehouse 13 - serie TV, episodio 4x06 (2012)
- Haven - serie TV, episodi 3x07-3x08 (2012)
- Heartland - serie TV, episodio 6x07 (2012)
- The Listener – serie TV, 24 episodi (2012-2014)
- Rewind, regia di Jack Bender (2013)
- Degrassi: The Next Generation - serie TV, episodi 13x11-13x12 (2013)
- Played - serie TV, episodio 1x11 (2013)
- Gangland Undercover - serie TV, 6 episodi (2015)
- Killer Crush, regia di Anthony Lefresne - film TV (2015)
- Daimen – serie TV, 6 episodi (2016)
- Designated Survivor – serie TV 4 episodi (2016)
- Wynonna Earp – serie TV, 49 episodi (2016-2021)
- Letterkenny - serie TV, 17 episodi (2016-2022)
- Frankie Drake Mysteries - serie TV, episodio 1x07 (2018)
- Bad Blood – serie TV, 8 episodi (2018)
- Agenzia Roman - Case infestate (SurrealEstate) – serie TV, episodio 1x03 (2021)
- Welcome to Mama's, regia di Allan Harmon - film TV (2022)
- Star Trek: Strange New Worlds - serie TV, 6 episodi (2022-2023)

#### Videogiochi
- Watch Dogs (2014)

### Regista
- Wynonna Earp – serie TV, episodio 4x03 (2020)
- Agenzia Roman - Case infestate (SurrealEstate) – serie TV, episodi 1x05-1x06 (2021)
- The Hardy Boys - serie TV, episodi 2x05-2x06 (2022)

## Programmi televisivi
- The Tonight Show with Conan O'Brien (2009)
- Katie Chats (2014)
- E! Live from the Red Carpet (2018)

## Doppiatrici italiane
Nelle versioni in italiano delle opere in cui ha recitato, Melanie Scrofano è stata doppiata da: 
- Georgia Lepore in The Nurse - L'infermiera
- Marisa Della Pasqua in Wyonna Earp
- Tiziana Avarista in Finché morte non ci separi
- Ilaria Latini in The Silencing - Senza voce
- Antilena Nicolizas in Star Trek: Strange New Worlds